# 13915 Yalow
13915 Yalow è un asteroide della fascia principale. Scoperto nel 1982, presenta un'orbita caratterizzata da un semiasse maggiore pari a 2,7742126 UA e da un'eccentricità di 0,1307454, inclinata di 10,29253° rispetto all'eclittica.